# فرهنگ کافه وینی
قهوه‌خانه وینی نوعی نهاد در وین است که نقش مهمی در شکل‌دادن به فرهنگ وینی ایفا کرده است.
از اکتبر ۲۰۱۱، "فرهنگ کافه‌های وینی" به عنوان " میراث فرهنگی ناملموس " در فهرست موجود "آژانس ملی میراث فرهنگی ناملموس" اتریش که بخشی از یونسکو، ثبت شده است. کافه وینی در این فهرست به عنوان مکانی توصیف شده است، "جایی که زمان و مکان صرف می‌شود، اما فقط قهوه روی صورت حساب یافت می‌شود."